# Polyteknisk Forening

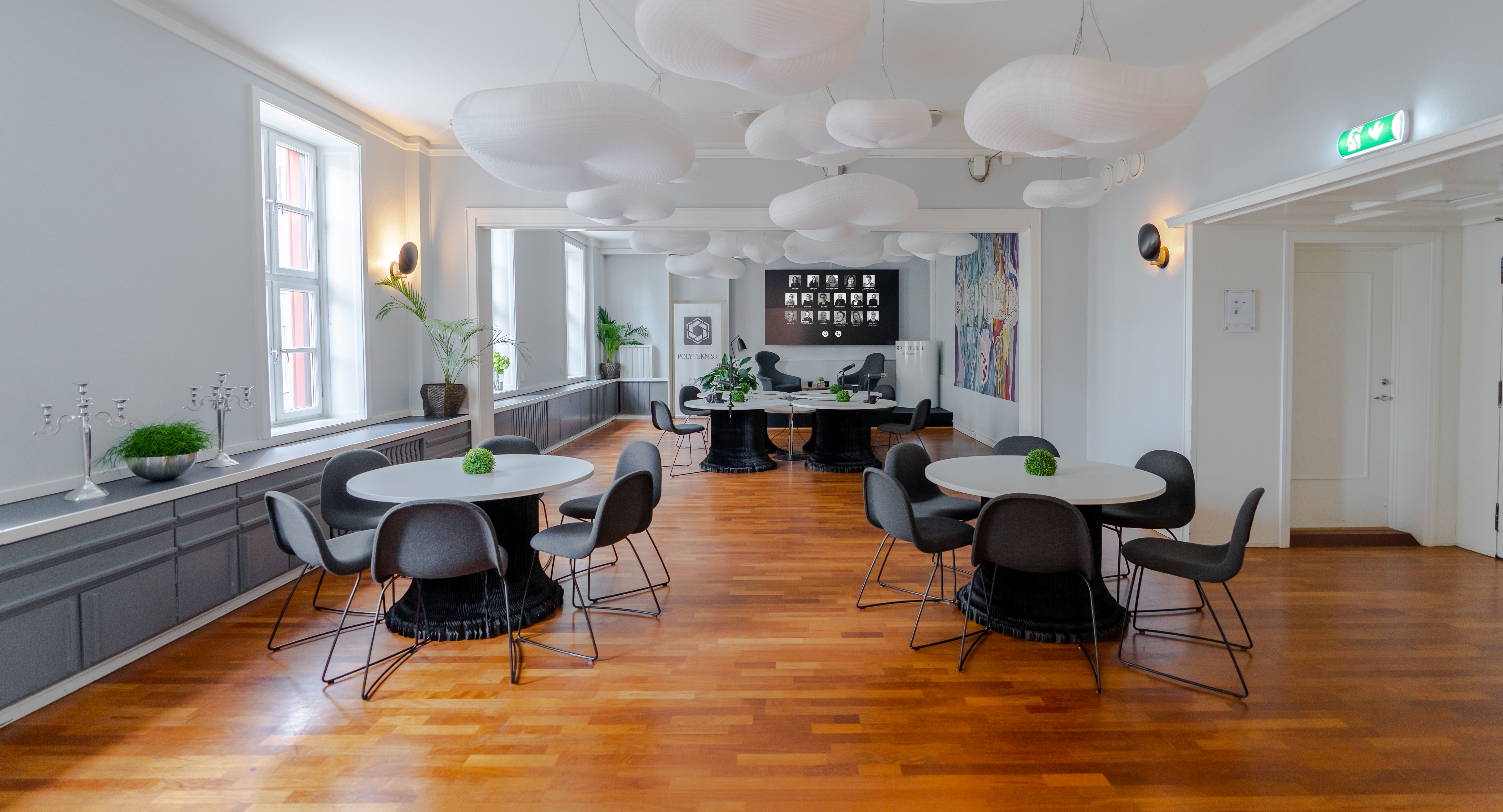
Sammanträdeslokal i Polyteknisk forening.

Polyteknisk forening , Den polytekniske forening, i Oslo stiftades den 23 juni 1852 på initiativ av Anton Rosing, under medverkan av I.B. Klingenberg, P.F. Steenstrup, O.N. Roll, Oluf Pihl och Fredrik Christian Schübeler. Föreningens syfte är att verka för naturvetenskapliga, mekaniska och tekniska kunskaper och erfarenheter och främjande av det, som anses vara av intresse for teknisk verksamhet.